# Boguszów-Gorce Wschód
Boguszów-Gorce Wschód – przystanek kolejowy oraz posterunek odgałęźny w Boguszowie-Gorcach, w dzielnicy Kuźnice Świdnickie, w Polsce, w województwie dolnośląskim, w powiecie wałbrzyskim.

## Ruch pasażerski
| Rok  | Wymiana pasażerska na dobę |
| ---- | -------------------------- |
| 2017 | 20-49                      |
| 2022 | 20-49                      |